# Crystal Springs (Mississippi)
Crystal Springs is een plaats (city) in de Amerikaanse staat Mississippi, en valt bestuurlijk gezien onder Copiah County.

## Demografie
Bij de volkstelling in 2000 werd het aantal inwoners vastgesteld op 5873.
In 2006 is het aantal inwoners door het United States Census Bureau geschat op 5939, een stijging van 66 (1.1%).

## Geografie
Volgens het United States Census Bureau beslaat de plaats een oppervlakte van
14,0 km², waarvan 13,9 km² land en 0,1 km² water. Crystal Springs ligt op ongeveer 143 m boven zeeniveau.

## Plaatsen in de nabije omgeving
De onderstaande figuur toont nabijgelegen plaatsen in een straal van 28 km rond Crystal Springs.